# Mojné
Obec Mojné se nachází v okrese Český Krumlov, kraj Jihočeský. Žije zde 300 obyvatel.

## Části obce
- Mojné
- Černice
- Záhorkovice

## Historie
První písemná zmínka o obci pochází z roku 1315.

## Přírodní památka
V katastrálním území Rájov-Černice je přírodní památka Vltava u Blanského lesa, která je zařazena jako evropsky významná lokalita do evropské soustavy chráněných území Natura 2000.